# Човдур (племя)

Тамга племени човдур согласно М.Кашгари

Човдур (также: джувалдар, чавулдур, джавандыр, чандыр, чавдар; туркм. Çowdur) — этнографическая группа в составе туркмен, в прошлом — одно из 24-х древнейших огузо-туркменских племен. Согласно средневековым историкам ведут свое происхождение от внуков родоначальника туркмен и героя-прародителя тюркских народов Огуз-хана.

## Происхождение
Упоминание племени човдур впервые встречается в энциклопедическом словаре XI в. Диван лугат ат-Турк караханидского ученого-филолога Махмуда аль-Кашгари в составе 22-х родов огузов-туркмен в форме «джувалдар»:
«Огуз — одно из тюркских племен (кабиле), они же туркмены…Они состоят из 22 родов (батн). Двадцатый — Джувалдар».
Историк Государства Хулагуидов Рашид ад-Дин в своем произведении Огуз-наме пишет о том, что племя човдур («чавулдур») входит в состав 24 огузо-туркменских племен:
«Трех младших по возрасту братьев Огуз назначил в левое крыло (войск) и дал им имя учок…Сыновья Гек-хана…Чавулдур, то есть помогающий всякому в его деле, борющийся, беспокойный .»
В труде хивинского хана и историка XVII в. Абу-л-Гази Родословная туркмен также сообщается о том, что племя човдур («чавулдур») было одним из 24-х древних туркменских племен — прямых потомков Огуз-хана:
«Об именах сыновей и внуков Огуз-хана…Имя старшего сына Кок-хана — Байындыр, второй [сын] — Бечене, третий — Чавулдур, четвёртый — Чепни.».
Османский историк XV в. Языджы-оглы упоминает племя човдур в форме «чавындыр» в своём произведении «Тарих-и ал-и Сельджук», при этом туркменский этноним «чандыр» также является одной из форм произношения названия племени човдур.

## История
Часть туркмен племени човдур мигрировала в средние века на территорию современного Азербайджана, а также в Анатолию, где проживала в её западной части в районе современного ила Кютахья.

## Этнонимия
Туркмены човдурского происхождения проживают на территории Туркменистана (Дашогузский велаят и Балканский велаят), Узбекистана, Российской Федерации (Астраханская область).

## Топонимия
Туркменское племя човдур оставило след в топонимии ряда стран:
- В Туркменистане: Човдур — село в Саятском этрапе Лебапского велаята, Човдур — село в Туркменкалинском этрапе Марыйского велаята, села Човдурбулак, Човдурой, Човдуряп, Човдурятак, Чандыр, Чандыроба, Чендир в разных регионах Туркменистана; река и ущелье Чандыр в Балканском велаяте.

- В Узбекистане: село Жувандыр в Хорезмской области, поселки Човдур, Бурибек Чандир и Ганчи Чандир — в Алатском районе Бухарской области; Чандыр — поселок городского типа в Бухарской области; Жондор (Джандыр) — поселок и районный центр в Бухарской области.
- В Казахстане: село Шаульдер в Туркестанской области.
- В Азербайджане: село Човдар (Дашкесанский район), села Човдур-дагы, Джандар-гёлю[5].
- В Болгарии: село Чавдар в Смолянской области, село Чавдар в Софийской области, община Чавдар в Софийской области; село Чавдарци в Великотырновской области; село Чавдарци в Ловечской области.
- В Турции: город и районный центр Чавдарисар в иле Кютахья.

Всего на территории Турции в XX в. было 7 топонимов, носящих имя племени човдур, при этом в XVI в их было 26.